# Billyrrom
Billyrrom（ビリーロム）は、日本の6人組バンド。2020年結成。
ソウル、ファンク、ロックなど幅広いルーツを持つメンバーによって、次世代ポップミュージックを創出する。(公式サイトより引用)
バンド名の由来は、敬愛するビル・エヴァンスが持つ流されないマインドと、移動型民族ロマ族が持つ、自分たちの音楽を様々な場所から発信していくという流動性を大切にする信念から名付けられた。

## 来歴

### ChapterⅠ
- 2020年に、ギターのRinが地元の友人であったMol、TaiseiWatabiki、Shunsukeをバンドに勧誘したことにより結成。4ピースバンドとしてライブ活動を始める。[4][5] メンバーのほとんどが楽器未経験者であったが精力的にライブ活動を重ね、2021年6月に自身初となるMV「Babel」を公開し、9月には自身初の音源である1st EP 「Frontier」をデジタルリリースした。[6] 同年、結成当初からVJやMV制作、アーティスト写真といったビジュアル面でのディレクターを担当していたYuta HaraがDJとMPCを担当することになり、Yuta Haraの幼馴染であったLenoが加入したことにより現在の6人体制となった。
- 2022年3月、自身初の渋谷WWW出演[7]と、映像集団「YUKIKAZE」との出会いを境に、勢いを増して行った。同年9月から、1作目である1st digital single「Danceless Island」[8]、2作目となる2nd digital single「Defunk」[8]、3作目となる3rd digital single「Narrator」[8] を3ヶ月連続リリースし、12月17日に初のワンマンライブ「Billyrrom First One-Man Live」を渋谷WWWで開催した。2月25日には追加公演である「Billyrrom Additional One-Man Live」を渋谷WWWXで開催した。[9]
- 2023年2月に2023年一作目となる4th digital single「Solotrip」をデジタルリリースし、映像集団「YUKIKAZE」が手掛けるMVも同時に公開された。[8] 5月には「solotrip」のMVが100万回再生を突破し、自身初の大型フェスとなるメトロック2023大阪公演に出演を果たした。[10] その後も勢いは止まることなく、6月には、Fender社で初となる旗艦店、FENDER FLAGSHIP TOKYOのオープニングパーティでのライブアクトに出演。また、カウントダウンムービーの音楽も手がけた。[11][12] そして7月には、メンバー達の念願でもあったFUJI ROCK FESTIVAL'23への出演を果たした。[13] 8月には、7th digital single「Flower Garden」をリリース。同作は初となラップソングとなっており、ラップパートはギターのRinが担当した。
- 9月に、2nd EPとなる4曲入りEP「noidleap」をリリースし、リードトラックとなる「Noidleap」はJ-WAVEの9月SONAR TRAXにも選出された。[14]その後、J-WAVE SONAR MUSIC内のコーナー「SONAR'S ROOM」の月曜レギュラーを2023年10月より担当することが決定した。[15] 同月には、書き下ろし曲である「Eclipse」が牛丼チェーン店すき家のCMソングに抜擢された。[16][17]
- 11月29日にリリースされた柴咲コウのカバーアルバム、「柴咲コウ ACTOR'S THE BEST ~ Melodies of Screens ~」に収録された山下達郎のRIDE ON TIMEのサウンドプロデュースおよびアレンジを担当した。[18]

### ChapterⅡ
- 2024年3月20日に初のロックナンバーである9th digital single「DUNE」をリリースし、新たなロゴ、新たなアーティスト写真と共に、バンド活動における「ChapterⅡ」の始動を発表した。[19][20][21]　翌週の27日にリリースされた鈴木雅之のアルバム「Snazzy」には、楽曲提供となる「Magic Hour feat.Billyrrom」が収録された。
- Fender社によって4月12日に発表された「Fender Next 2024」において、w.o.d.と共に日本代表アーティストに選出された。
- 5月29日に10th digital singleとなる「Windy You」をリリース。同時にリーバイスの衣装提供の上撮影されたMVも公開された。[22][23]
- 7月24日に11th digital singleとなる「Once Upon a Night」をリリースし、MVも公開された。[24]3日後の27日にはFUJI ROCK FESTIVAL'24に出演した。ライブでは同曲がライブ初披露された。
- 9月25日に自身初のフルアルバムとなる 1st Album「WiND」をリリースした。[25]
- 12月4日に台湾の5人組バンド・Wendy Wander（溫蒂漫步）によるコラボシングル“Nightglow Dreamer”がリリース。合わせてMVも公開された。[26]
- 2025年1月に、Spotifyが毎年選出する次世代アーティスト「RADER:Early Noise 2025」に選出された。[27]
- 2月5日に、1st Album「WiND」に収録された「Apollo」をシングルカットした12th digital single「Apollo - Single Version」をリリースした。同シングルのカップリングには自身初のリミックス作品となる、“Apollo – Leno Remix”も収録された。[28]
- 2月より、全国6都市・国外1都市を周るワンマンツアー「Billyrrom One-Man Tour 2025 WiND」を開催。台湾での追加公演を含む7都市全ての公演がソールドアウトした。[29]
- 3月26日に13th digital singleとなる「CYM」をリリース。同楽曲が4月スタートの新ドラマ『MADDER  その事件、ワタシが犯人です』の書き下ろし主題歌であることも発表された。[30]

## メンバー
メンバー全員が東京都町田市出身であり、地元の同級生同士である。
Mol(モル)
ボーカル、ギター担当。
Rin、Taiseiwatabiki、Shunsukeとは結成前から地元の友人であった。端正なルックスと圧倒的な歌唱力を持つ。
父親の影響で幼い頃から音楽が身近であったが、中でもマイケル・ジャクソンから最も大きな影響を受けており、自身のボーカリゼーションにもそれが反映されている。
2023年6月には、フェンダー初のアパレルブランド、『F IS FOR FENDER』のモデルに起用され、ティザー映像も公開された。
Rin
ギター担当。2000年8月5日生まれ。Billyrrom結成の発起人。
地元の友人であったMol、Taiseiwatabiki、Shunsukeに対し、自身は楽器未経験ながら「3年後にフジロック出るから就職しないで」という誘い文句で3人をバンドに勧誘した。（その誘い文句は3年後現実となった。）
小気味良いカッティングと鳴きのギタープレイを得意とする。
aint lindyという名義でソロでの音楽活動も精力的に行なっており、7th digital single「Flower Garden」ではラップパートと作詞を担当した。
Taiseiwatabiki
ベース担当。
Rin、Shunsuke、Molとは地元の友人であり、高校時代に軽音楽部でベースを弾いていた経験があったことから、Billyrromに勧誘された。大学卒業後は就職を考えていたが、Rinの熱烈な勧誘を受け、バンドに本腰を入れて行った。
ベースプレイにおいてはジャミロクワイ、Suchmos、山下達郎に影響を受けたと語っている。
Shunsuke
ドラム担当。
楽器経験は全くなかったが、地元の友人であるRinとMolに無理やり電子ドラムを買わされたことにより、加入が決定した。
ブルーノ・マーズを経由して辿り着いた70年代ブラックミュージックに大きな影響を受けており、メンバー内で最もブラックミュージックに対してストイックであるという。
Yuta Hara
DJ・VJ・MPC担当。2000年5月10日生まれ。
当初4人で活動していたBillyrromと地元のつながりで知り合い、主にアーティスト写真やMVといったヴィジュアル面のプロデュースを担当していたが、ある日のスタジオ帰りに突然、ギターのRinから「お前はもうBillyrromだよ」と声をかけられ、正式なメンバーとしての加入が決定した。加入当初はVJのみ担当していたが、次第に「自分も音を出したい、表現領域を広げたい」という理由でDJとMPCも担当することになった。
メンバーからは名前ではなくティーブ（TIB）という愛称で呼ばれている。
Leno
キーボード・シンセサイザー担当。
Yuta Haraの幼馴染であり、彼の紹介でBillyrromに加入することとなった。
幼少期からクラシックピアノを習っていた経験があり、加入前は個人でトラックメイクをしていたが、燻っていたところをちょうどBillyrromに誘われて加入を決めたとインタビューで語っている。
Leno（レノ）は本名であり、名前の由来はジョン・レノンから来ている。

## ディスコグラフィ

### 配信シングル
| #    | リリース日     | タイトル                |
| ---- | -------------- | ----------------------- |
| 1st  | 2022年9月21日  | Danceless Island        |
| 2nd  | 2022年10月26日 | Defunk                  |
| 3rd  | 2022年11月30日 | Narrator                |
| 4th  | 2023年2月8日   | Solotrip                |
| 5th  | 2023年5月17日  | Time is Over            |
| 6th  | 2023年6月28日  | Mayday                  |
| 7th  | 2023年8月2日   | Flower Garden           |
| 8th  | 2024年1月31日  | Natural Sense           |
| 9th  | 2024年3月20日  | DUNE                    |
| 10th | 2024年5月29日  | Windy You               |
| 11th | 2024年7月24日  | Once Upon a Night       |
| 12th | 2025年2月5日   | Apollo - Single Version |
| 13th | 2025年3月26日  | CYM                     |
| 14th | 2025年5月14日  | Torie                   |
| 15th | 2025年7月2日   | Funky Lovely Girl       |

## タイアップ一覧
| 使用年 | 曲名    | タイアップ                                                                            |
| ------ | ------- | ------------------------------------------------------------------------------------- |
| 2023年 | Eclipse | すき家「月見すきやき牛丼」CMソング                                                    |
| 2025年 | CYM     | カンテレ・フジテレビ系"カンテレ×FODドラマ"『MADDER その事件、ワタシが犯人です』主題歌 |